# Giorgi Aburjania
Giorgi Aburjania (Tbilisi, Georgia, 2 de enero de 1995) es un futbolista georgiano que juega como centrocampista en el AVS Futebol SAD de la Primeira Liga.

## Trayectoria
Tras pasar por varios clubs de su país, en 2014 se fue a Chipre para jugar en el Anorthosis Famagusta.
Firmó por el Nàstic en el mercado de invierno de la temporada 2015-16, procedente del club chipriota, y firmó un contrato por lo que quedaba de temporada y dos más.
En la temporada 2016-17 fichó por el Sevilla Atlético por 4 temporadas.
En la temporada 2019-20 el club hispalense lo cedió al F. C. Twente de la Eredivisie.
En septiembre de 2020 rescindió el año de contrato que le restaba con el Sevilla F. C. para obtener la carta de libertad. Posteriormente, se comprometió con el Real Oviedo de la Segunda División de España por una temporada con opción a una segunda.
El 28 de enero de 2021, tras rescindir su contrato con el Real Oviedo, firmó por el Fútbol Club Cartagena, equipo de la misma categoría, por lo que restaba de la temporada. Tras la misma se marchó a Portugal para jugar en el Gil Vicente F. C.
Después de dos años en el fútbol portugués, el 4 de julio de 2023 se anunció su fichaje por el Hatayspor. Allí estuvo una temporada antes de regresar a Portugal al fichar por el AVS Futebol SAD.

### Selección nacional
Ha sido internacional con su país en categorías inferiores, con la sub-17, la sub-19, la sub-21 y en la absoluta, con la cual ha disputado 38 encuentros.

## Clubes
A 1 de junio de 2025.
| Club                        | País         | Año       | Partidos | Goles |
| --------------------------- | ------------ | --------- | -------- | ----- |
| Metalurgi Rustavi           | Georgia      | 2011      | 5        | 0     |
| F. C. Olimpik Tbilisi       | Georgia      | 2012      |          |       |
| F. C. Dila Gori             | Georgia      | 2012-2013 | 14       | 1     |
| Lokomotivi Tbilisi          | Georgia      | 2014      | 9        | 5     |
| Anorthosis Famagusta        | Chipre       | 2014-2016 | 42       | 2     |
| Club Gimnàstic de Tarragona | España       | 2016      | 16       | 2     |
| Sevilla Atlético            | España       | 2016-2020 | 34       | 0     |
| C. D. Lugo (cedido)         | España       | 2018-2019 | 26       | 1     |
| F. C. Twente (cedido)       | Países Bajos | 2019-2020 | 23       | 2     |
| Real Oviedo                 | España       | 2020-2021 | 4        | 0     |
| F. C. Cartagena             | España       | 2021      | 13       | 1     |
| Gil Vicente F. C.           | Portugal     | 2021-2023 | 63       | 2     |
| Hatayspor                   | Turquía      | 2023-2024 | 21       | 0     |
| AVS Futebol SAD             | Portugal     | 2024-     | 11       | 0     |